# Lonchocarpus eriocalyx
Lonchocarpus eriocalyx är en ärtväxtart som beskrevs av Hermann August Theodor Harms. Lonchocarpus eriocalyx ingår i släktet Lonchocarpus och familjen ärtväxter.

## Underarter
Arten delas in i följande underarter:
- L. e. eriocalyx
- L. e. wankiensis